# Hemidactylus biokoensis
Espèce
Hemidactylus biokoensis est une espèce de geckos de la famille des Gekkonidae.

## Répartition
Cette espèce est endémique de l'île de Bioko en Guinée équatoriale.

## Étymologie
Son nom d'espèce, composé de bioko et du suffixe latin -ensis, « qui vit dans, qui habite », lui a été donné en référence au lieu de sa découverte, l'île de Bioko.

## Publication originale
- Wagner, Leaché & Fujita, 2014 : Description of four new West African forest geckos of the Hemidactylus fasciatus Gray, 1842 complex, revealed by coalescent species delimitation. Bonn zoological Bulletin, vol. 63, no 1, p. 1–14 (texte intégral).